# Classe No 4
La Classe No 4 est une classe de chasseurs de sous-marin de la Marine impériale japonaise. Ces neuf navires de lutte anti-sous-marine ont été construits entre 1937 et 1939 dans le cadre du Programme Maru 3.

## Conception
La Classe No 4 (projet K7) est une évolution de la Classe no 1. Le franc-bord a été rehaussé, le reste est quasi identique.

Plus tard, le Département technique de la marine impériale japonaise (Kampon) a voulu un renforcement de l'armement de lutte anti-aérienne.

## Les unités
| Nom   | Chantier                             | Quille            | Lancement         | Service          | Fin de carrière                                        | Photo |
| ----- | ------------------------------------ | ----------------- | ----------------- | ---------------- | ------------------------------------------------------ | ----- |
| no 7  | Tsurumi Iron Works Tsurumi-ku        | 30 octobre 1937   | 10 juin 1938      | 15 novembre 1938 | coulé le 11 avril 1945 à Car Nicobar                   |       |
| no 8  | Mitsui Tama Shipyards Tama           | 10 janvier 1938   | 9 août 1938       | 30 novembre 1938 | coulé le 4 mars 1945 dans le détroit de Malacca        |       |
| no 4  | Osaka Iron Works Osaka               | 19 janvier 1938   | 13 septembre 1938 | 28 décembre 1938 | détruit le 11 juillet 1946 par la Royal Navy           |       |
| no 5  | Mitsubishi Heavy Industries Yokohama | 25 janvier 1938   | 28 juillet 1938   | 6 décembre 1938  | détruit le 11 juillet 1946 par la Royal Navy           |       |
| no 11 | Tsurumi Iron Works Tsurumi-ku        | 19 janvier 1938   | 28 juin 1938      | 2 février 1939   | coulé le 6 novembre 1943 à l'île Buka                  |       |
| no 12 | Mitsui Tama Shipyards Tama           | 15 juillet 1938   | 8 février 1939    | 30 avril 1939    | coulé le 13 juillet 1944 à l'île de Mindanao           |       |
| no 10 | Osaka Iron Works Osaka               | 16 septembre 1938 | 31 janvier 1939   | 15 juin 1939     | perdu le 2 mai 1944 à l'île Angaur                     |       |
| no 9  | Mitsubishi Heavy Industries Yokohama | 10 mai 1938       | 15 octobre 1938   | 9 mai 1939       | Transfert le 20 décembre 1945 à la République de Chine |       |
| no 6  | Tsurumi Iron Works Tsurumi-ku        | 5 juillet 1938    | 6 février 1939    | 20 mai 1939      | détruit le 30 mars 1944 aux Palaos                     |       |